# Christisonia tubulosa
Christisonia tubulosa là loài thực vật có hoa thuộc họ Cỏ chổi. Loài này được (Wight) Benth. ex Hook.f. mô tả khoa học đầu tiên năm 1884.